# Nikola Šuhaj loupežník
Nikola Šuhaj loupežník (1933) je románová balada českého spisovatele Ivana Olbrachta.
Příběh se odehrává v Podkarpatské Rusi zejména po první světové válce, ale i na jejím počátku a během ní.

## Děj
Celý příběh je vsazen do už zmíněné Podkarpatské Rusi. Tento kraj je zapomenutý, lidé jsou zde velmi chudí a jejich jedinou obživou jsou zdejší lesy, kde prý ještě žije Bůh a kde můžeme najít nejrůznější začarovaná místa, kam by nevkročil ani jelen, ani medvěd, ani člověk. Ivan Olbracht zde vytvořil dvě roviny – legenda Nikola a jeho skutečný život – které se vzájemně prolínají. Kniha má jako poslání vyjádřit oprávněné spravedlnosti lidí a touhu po svobodě.
Děj knihy začíná za války, kdy mladý Nikola Šuhaj a jeho německý kamarád utekli z fronty a schovali se v chýši jedné ruské ženy. Ta jim namíchala lektvar, díky němuž se od nich budou odrážet všechny kulky a nebude je možno zastřelit (viz pověst Fekst). Na oplátku jí slíbili, že si vezmou její dvě hloupé a zablešené dcerky. Na druhý den však zjistili, že je to čarodějnice, a tak ji zabili a utekli. Poté se rozešli každý svou cestou a nikdy se už nespatřili. Po válce se Nikola vrací domů do rodné Koločavy, kde také bydlí jeho milá Eržika, se kterou se pravidelně schází, a kterou velmi miluje. Jenže po válce je Koločava v totální bídě, a tak její obyvatelé začínají řádit. Vyrabují místní notářství a židovské obchody, sesadí starostu a nastolí nový řád. To se ale nelíbí četníkům, tak na ně druhý den posílají ozbrojenou eskortu vojáků, kterou je chtějí přinutit k poslušnosti. V tuto chvíli se však Nikola stává obávaným loupežníkem a zároveň legendou. Bohatým bere a chudým dává a nikdy nikoho – mimo sebeobranu nebo ze spravedlivé msty – nezabije. Se svými kamarády a mladším bratrem Jurajem přepadává poštovní vozy, bohaté Židy, krade zboží a peníze, které pak dává lidem. Četníci se ho pořád pokouší lapit, ale nedaří se jim to, tak lapí Eržiku. Přestože všechny, co s ním kdy promluvili, bijí a pronásledují, nikdo nejde proti němu. Nakonec četníci spolu s Židy vypisují odměnu na jeho hlavu. Nikolovi kamarádi se odměnou nechají zlákat – zčásti i proto, že Jura, Nikolův mladší bratr, zabil otce jednoho z nich. Vylákají ho na louku, jeden z jeho kamarádů mu zatne zezadu sekyru do hlavy a Nikola umírá. Nakonec však stejně žádnou odměnu nedostanou. Eržika se po jeho smrti znovu vdá a porodí jeho dceru Anču. Nikola je pohřben na Koločavském hřbitově, bez náhrobku a bez rakve, ale jeho legenda žije dál v Koločavských lesích.

### Ukázka děje
„To vůbec nedělá Nikola!“
Kapitán zůstal na zlomek sekundy jakoby přimrazen. Neboť ten chlap zde vyslovil jen jeho nejtajnější podezření. Ale pak vyskočil.
„Lžeš! Lžeš, pse!“ Sápal se mu na hrdlo. „Lžeš! Lžeš! Lžeš!“
Ale kapitánovo dupání se změnilo v prudké pobíhání školní světnicí.
„Jak to víš?“ vykřikl, znova se u něho postaviv, a nečekaje na odpověď, dal se opět v běh třídou, z rohu do rohu.
Znělo to nepravděpodobně, nemožně, a přece vyslovoval Derbak Derbačok jen jeho myšlenku. Neboť opravdu: narostla Šuhajovi křídla, že mohl ráno loupit zde a v noci sedmdesát kilometrů odtud? Ta rychlost mu byla dávno podezřelá. Ale pak někdo vraždí na Šuhajův účet!! Pak, hrůza! nemá co dělat s jedním banditou! Pak nemá co dělat ani s bandou zločinců! Pak má co dělat s celým okresem loupežných vrahů! Hrůza! Hrůza!
S výslechem Derbaka započato nanovo.
Kapitán znova usedl za stůl.
„Jak to víš?“
„Nikola nikdy nevraždil.“ Ale hned se opravil. „Kromě četníků,“ dodal, jsa za to probodáván důstojnickým pohledem.

## Ohlasy
Za tento román byl Olbracht v roce 1933 poctěn Státní cenou za literaturu. Udělení Státní ceny nebylo obecně schvalováno, ale vyvolalo i bouřlivý odpor, a to zvláště mezi četníky na tehdejší Podkarpatské Rusi. Některá periodika tvrdila, že „přiznání ceny v době, kdy 48 četníků bylo těmito individui sprovozeno ze světa, vzbudilo v řadách četnictva hluboké politování a udělení ceny stalo se patrně omylem".
Spisovatel reagoval na tyto negativní ohlasy článkem „Loupežník Šuhaj a ‚rozhořčení‘ četníci", který uveřejnil v týdeníku „Čin". Mimo jiné v něm napsal: „V Nikolaji Šuhajovi líčím poválečné poměry v karpatské vsi a také zuřivý boj mezi orgány státní moci a loupežníkem a jeho přáteli. Doba a kraj daly tomuto boji ráz, a z obou stran docházelo ke krutostem. Hledíme-li na postavu Šuhajovu staticky, zejména v době, kdy s ním měly co činiti úřady nově se tvořícího státu, a díváme-li se občansky, můžeme dáti četnickým orgánům klidně za pravdu, že Šuhaj byl bandita. Jenže literatura je něco jiného než bezpečnostní služba, oči umělcovy hledívají jinak než oči státních orgánů a Šuhaj z tvořící se legendy není Šuhajem z roku 1920 a 1921. Má kniha je román, a ne historická monografie, a rozumí se samo sebou, že věci v ní se neudály tak jako ve skutečnosti a osoby v knize vystupující že nejsou lidé opravdoví."

## Kniha jako divadelní motiv
Kniha se od 70. let stala motivem pro několikanásobné divadelní ztvárnění, existuje i několik filmových a televizních verzí příběhu.
- Balada pro banditu – Milan Uhde a Miloš Štědroň, Divadlo na provázku v Brně
- Koločava – Petr Ulrych, Městské divadlo Brno

## Filmová adaptace
- V roce 1947 bylo natočeno filmové zpracování tohoto románu pod názvem Nikola Šuhaj režisérem Miroslavem Josefem Krňanským.
- V roce 1977 vznikl televizní film Nikola Šuhaj loupežník s Petrem Čepkem v hlavní roli. Režie se ujal Evžen Sokolovský.
- V roce 1978 byla natočena muzikálová adaptace divadelní hry Balada pro banditu v hlavní roli s Miroslavem Donutilem.

## Hudební adaptace
- V roce 1974 nahráli sourozenci Ulrychovi společně s Orchestrem Gustava Broma album Nikola šuhaj loupežník.